# Лямбда Андромеди
Лямбда Андромеди (λ Андромеди) — кратна зоряна система в сузір'ї Андромеди. Вона має видиму зоряну величину +3,8. Зірка знаходиться на відстані 84,6 світлових років(25,9 парсек) та віддаляється від Сонця зі швидкістю 6,8 км/с

## Характеристики системи
λ Андромеди — спектрально подвійна система з орбітальним періодом 20,5 днів. Основний компонент за зоряною класифікацією має клас G8 III-IV, це субгігант з масою трішки більше ніж сонячна, але в сім разів більший за Сонце. Зірка має ефективну температуру 4,800 K та світність, що у 28 разів перевищує сонячну.
Ця система є змінною типу RS Гончих Псів з варіацією світності на 0,225 зоряної величини, досягаючи максимуму в 3,7 кожні 53952 днів. Другий компонент системи це зірка з масою в 0.15 M☉.